# Lijst van voetbalclubs - P
Dit is een lijst van voetbalclubs met als beginletter een P.
- Pachtakor Tasjkent
- Pacific FC
- Pago Youth
- US Città di Palermo
- Panathinaikos FC
- FK Panevėžys
- Panionios
- SV Panningen
- PAOK Saloniki
- Paris 13 Atletico
- Paris FC
- Paris Saint-Germain
- Parma FC
- Partizán Bardejov
- Partizan Belgrado
- Partizan Tirana
- Partyzan Minsk
- Patro Eisden Maasmechelen
- Peel AFC
- SS Pennarossa
- AC Perugia
- PFK Ludogorets
- Philadelphia Union
- Piacenza Calcio
- AS Pirae
- Pirin Blagoëvgrad (1922)
- Pirin Blagoëvgrad (1931)
- FK Pirmasens
- Pjoenik Jerevan
- Police AFC
- Polideportivo Ejido
- Politehnica Iași
- Politehnica Timișoara
- Pomir Doesjanbe
- Portland Timbers
- Portmore United FC
- FC Porto
- Portsmouth FC
- Penya Encarnada d'Andorra
- FC Presikhaaf
- Preußen Bad Langensalza
- Preußen Elsterwerda-Biehla
- Preußen Breslau
- Preußen Chemnitz
- Preußen Danzig
- Preußen Duisburg
- Preußen Glatz
- Preußen Greppin
- Preußen Gumbinnen
- Preußen Halberstadt
- Preußen Hindenburg
- Preußen Insterburg
- Preussen Krefeld
- Preussen Magdeburg
- Preußen Münster
- Preußen Stettin
- CE Principat
- KF Pristina
- Pro Vercelli 1892
- Progrès Niedercorn
- Progresul Boekarest
- PSV
- Pulrose United AFC
- FC Purmerend
- Pyongyang Sports Club

A · B · C · D · E · F · G · H · I · J · K · L · M · N · O · P · Q · R · S · T · U · V · W · X · Y · Z